# Abdichtbinde
Die Abdichtbinde gehört zur Ausrüstung der Feuerwehr und ist ein Hilfsmittel zum schnellen, provisorischen Abdichten von Undichtigkeiten (beispielsweise bei Rohrverbindungen) während des Einsatzes. Sie ist in der Regel 10 cm breit und wird auf großen Rüstwagen wie dem Rüstwagen 2 oder auch beim Gerätewagen Gefahrgut mitgeführt.